# Montrichardia
Montrichardia är ett släkte av kallaväxter. Montrichardia ingår i familjen kallaväxter.
Kladogram enligt Catalogue of Life:
| Montrichardia | \| \| Montrichardia arborescens \| \| \| \| \| \| Montrichardia linifera \| \| \| \| |
|               | \| \| Montrichardia arborescens \| \| \| \| \| \| Montrichardia linifera \| \| \| \| |
|               | Montrichardia arborescens                                                            |
|               |                                                                                      |
|               | Montrichardia linifera                                                               |
|               |                                                                                      |

## Bildgalleri

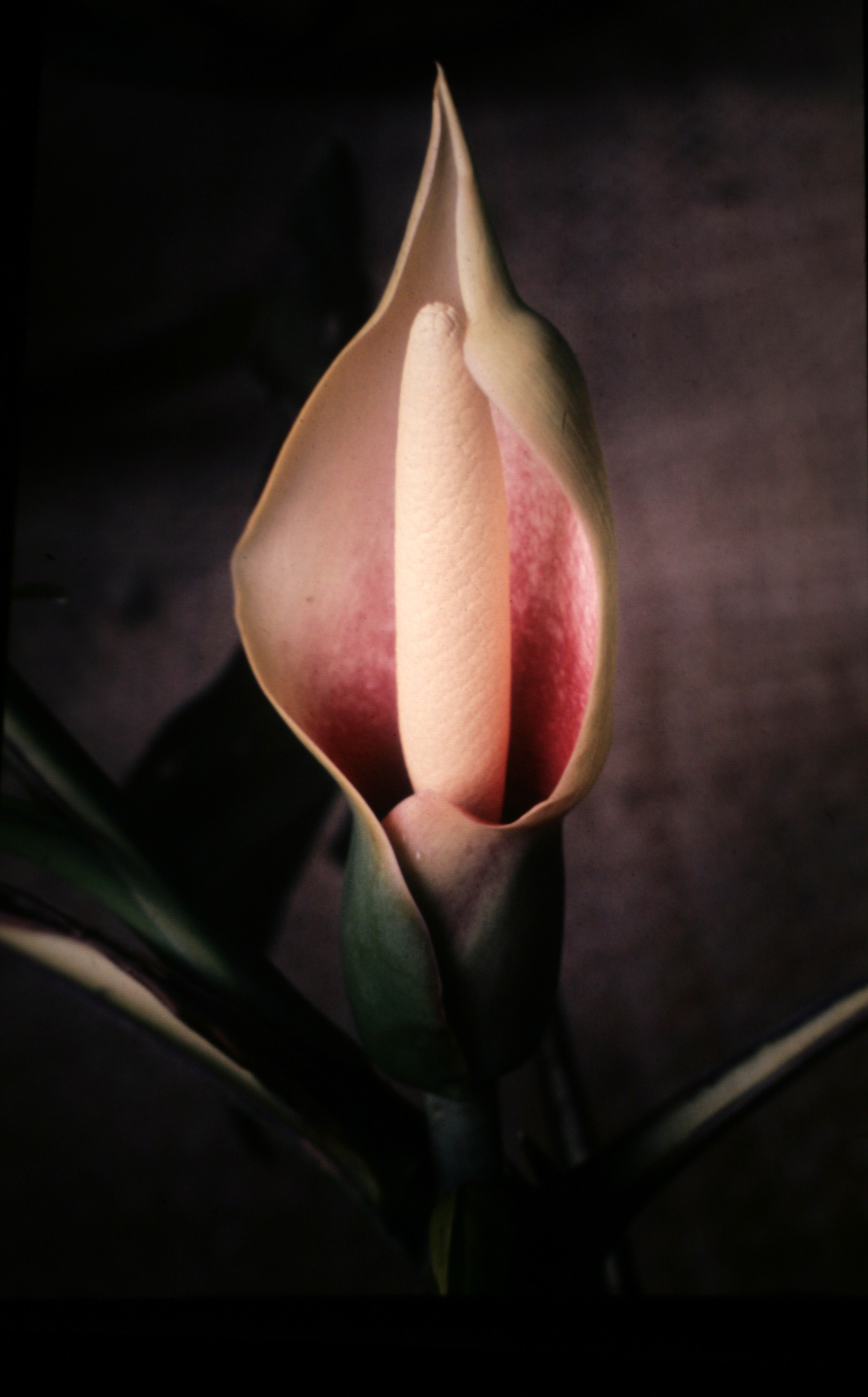
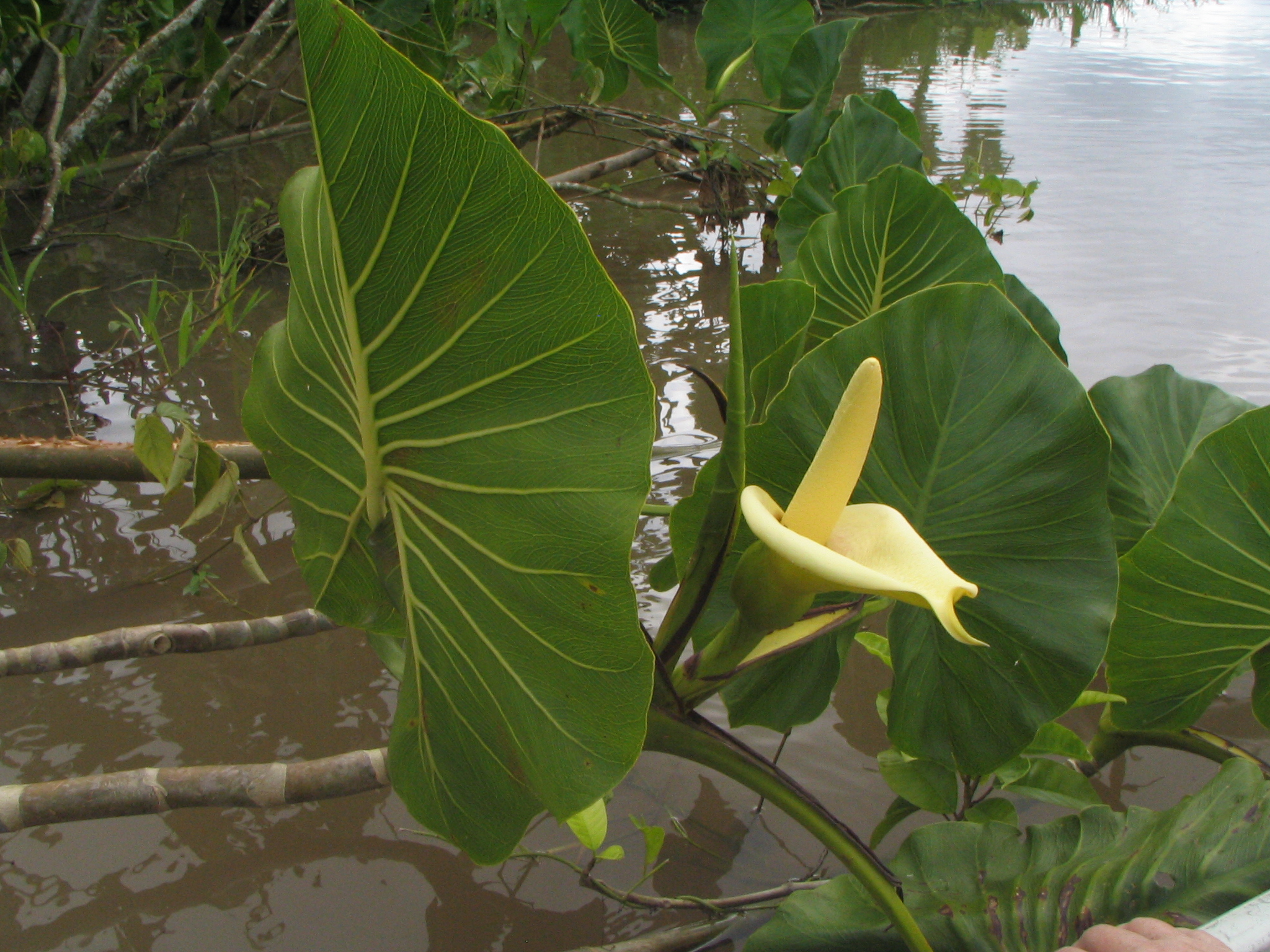
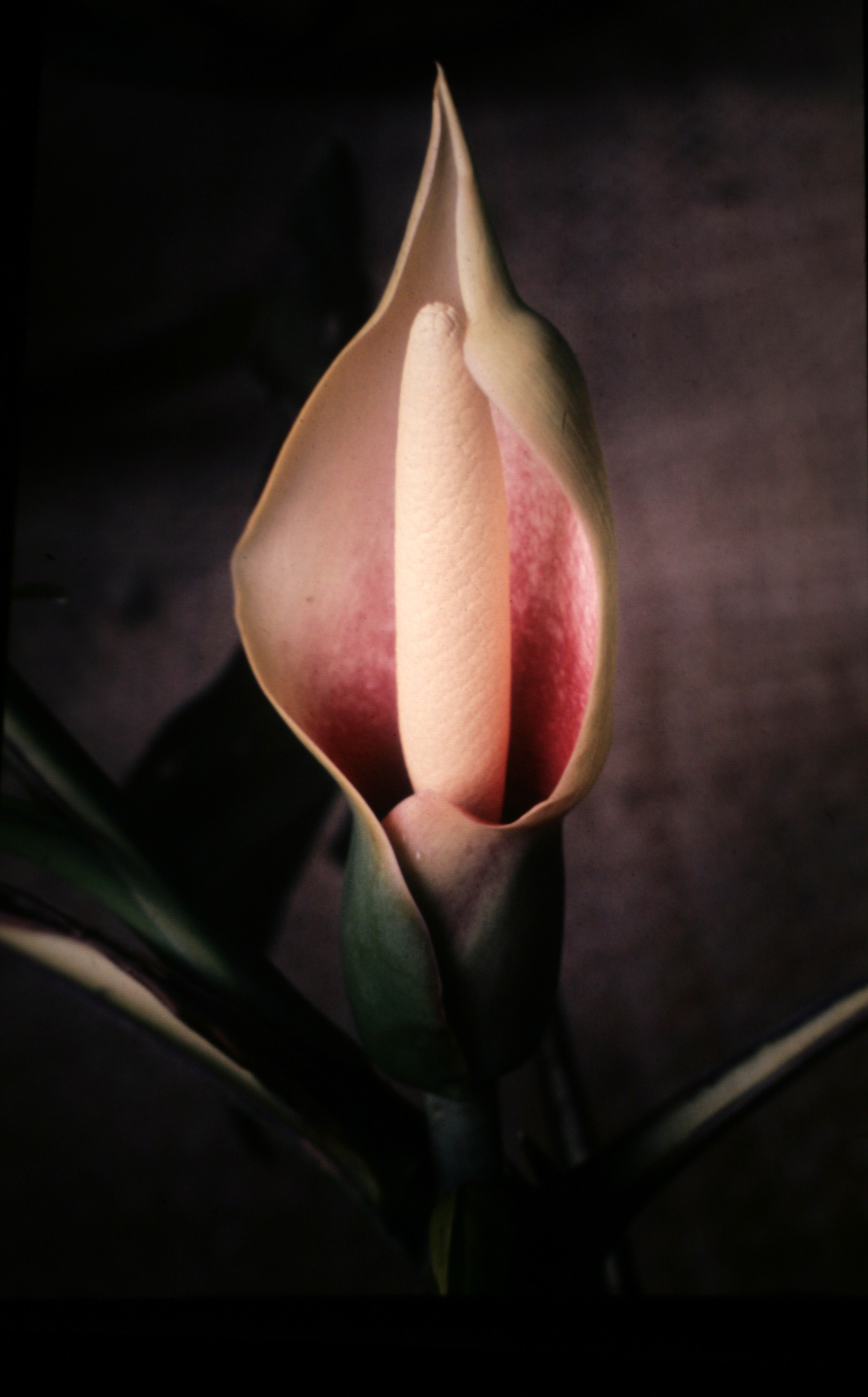
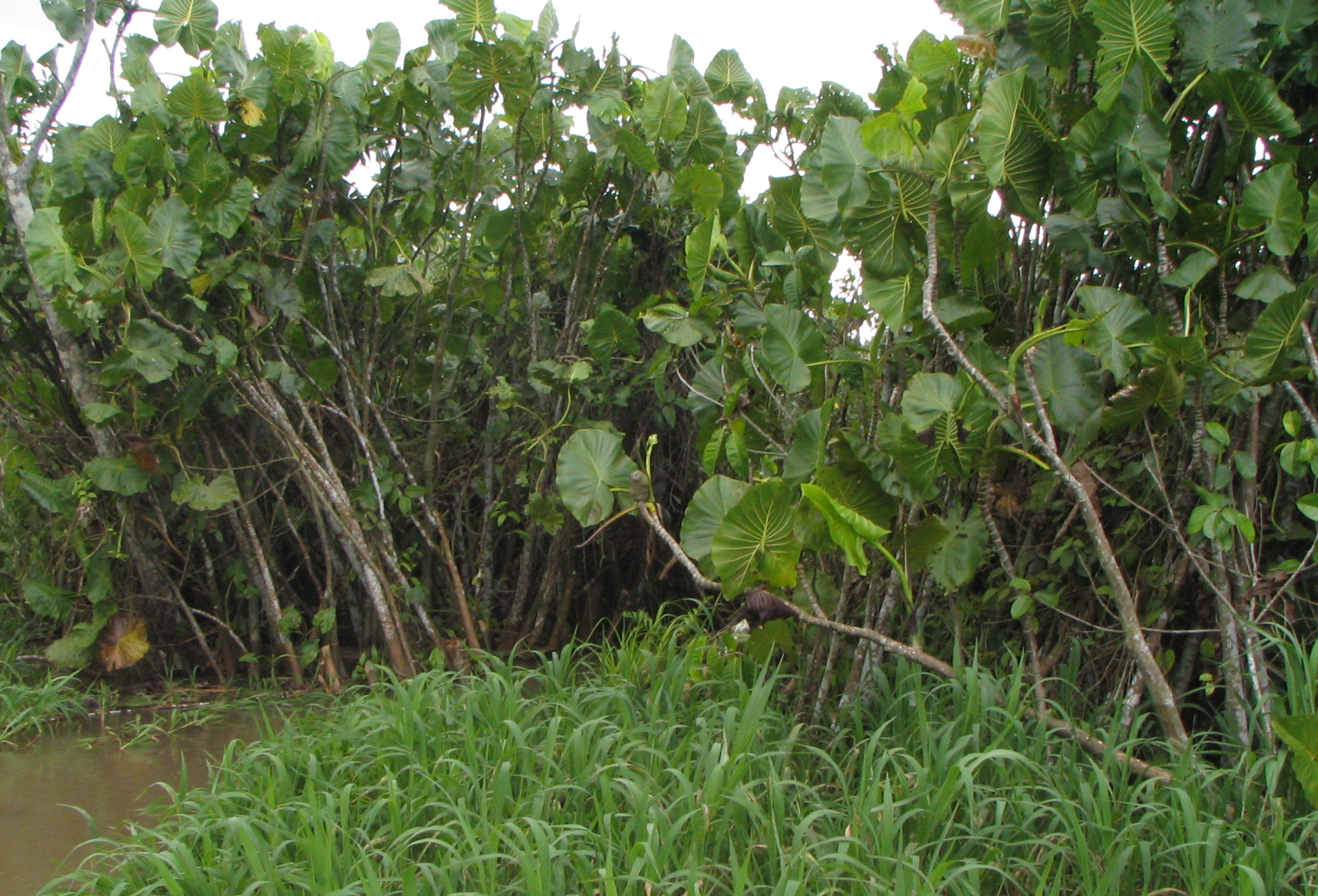